# Hředle (ort i Tjeckien, lat 49,90, long 13,92)
Hředle är en ort i Tjeckien.   Den ligger i regionen Mellersta Böhmen, i den centrala delen av landet, 40 km sydväst om huvudstaden Prag. Hředle ligger 286 meter över havet och antalet invånare är 305.
Terrängen runt Hředle är platt åt sydväst, men åt nordost är den kuperad. Hředle ligger nere i en dal. Runt Hředle är det ganska tätbefolkat, med 179 invånare per kvadratkilometer. Närmaste större samhälle är Beroun, 12,7 km nordost om Hředle. Trakten runt Hředle består till största delen av jordbruksmark.